# The Hit List
The Hit List is een Amerikaanse actiethrillerfilm uit 2011 van regisseur William Kaufman met Cole Hauser en Cuba Gooding jr. in de hoofdrollen. De opnames vonden plaats in Spokane(Washington). De film kwam in de VS direct uit op dvd op 10 mei 2011.

## Verhaal
Ingenieur Allan Campbell slaat 's avonds op café aan het drinken nadat een jongere collega hem heeft gepasseerd voor een promotie, hij slaag heeft gekregen van een crimineel bij wie hij schulden heeft uitstaan en zijn vrouw met zijn beste vriend heeft geslapen. Hij maakt er kennis met Jonas, die vertelt als huurmoordenaar aan de kost te komen. Allan gelooft er niets van en dus vraagt Jonas hem vijf namen op te schrijven van mensen die hij dood wil. Allan schrijft achtereenvolgens de namen van zijn baas, zijn collega, de crimineel, zijn beste vriend en zijn vrouw op.
Als hij de volgende ochtend op kantoor verschijnt blijkt dat zijn baas die nacht werd doodgeschoten. Allan gaat op zoek naar zijn collega, maar die wordt voor zijn ogen door Jonas overreden en krijgt nog twee kogels na. Jonas neemt Allan mee naar de crimineel. Hij drukt Allan een pistool in de hand, maar schiet hem uiteindelijk zelf neer. Allan loopt daarop naar buiten en wordt opgepakt terwijl Jonas ontkomt.
Op het politiekantoor vertelt Allan alles aan de politie en wordt herenigt met zijn vrouw, die vertelt niet met zijn vriend te hebben geslapen en dat die affaire een vergissing was. Intussen vermoord Jonas twee agenten die die vriend gingen ophalen en rijdt met hem in de politiewagen naar het politiekantoor, waar hij het voertuig opblaast. Daarop begint een kat-en-muisspel waarbij een dozijn agenten omkomt. Uiteindelijk drijft Jonas Allen en zijn vrouw op de bovenste verdieping in het nauw en hij schiet haar in het been. Ten slotte schiet Allan Jonas met verschillende kogels dood.

## Rolverdeling
- Cole Hauser als Allan Campbell, de protagonist.
- Cuba Gooding jr. als Jonas Arbor, de huurmoordenaar.
- Jonathan LaPaglia als Neil McKay, de rechercheur.
- Ginny Weirick als Sydney Campbell, Allan's vrouw.
- Drew Waters als Mike Dodd, Allan's beste vriend.
- Sean Cook als Brian Felzner, Allan's collega.
- Brandon O'Neill als Dom Estacado, de man bij wie Allan schulden heeft.
- Matt Beckham als Drake Ford, de agent van de geheime dienst.